# Keiichirō
Keiichirō (jap. けいいちろう, ケイイチロー) – męskie imię japońskie.

## Możliwa pisownia
Do zapisania „kei” używa się różnych znaków, o różnym znaczeniu (np. 圭 „kwadratowy klejnot”, 慶 „rozradowanie”, 啓 „objawiać”). Znaki użyte do zapisania „ichirō” (一郎) znaczą „pierwszy, syn”. Mogą to być także samodzielne imiona.

## Znane osoby
- Keiichirō Hirano (啓一郎), japoński powieściopisarz
- Keiichirō Koyama (慶一郎), japoński muzyk
- Keiichirō Nagashima (圭一郎), japoński panczenista
- Keiichirō Toyama (圭一郎), japoński projektant gier wideo

## Fikcyjne postacie
- Keiichirō Akasaka (圭一郎), bohater serii mang i anime Tokyo Mew Mew
- Keiichirō Akizuki (景一郎), główny bohater mangi i OVA Fuyu no Semi
- Keiichirō Washizuka (慶一郎), bohater gry The Last Blade